# Зинобиани
Зинобиа́ни (груз. ზინობიანი, с 1938 по 2010 годы — Октомбери) — село в Грузии. Находится в восточной Грузии, в Кварельском муниципалитете края Кахетия. С 1920-х гг. — одно из основных мест компактного проживания удин. С конца 1930-х по начало 2000-х гг. называлось Октомбе́ри (груз. ოქტომბერი), то есть Октябрьское.

## История
Основано в 1922 году православными удинами из города Варташен (ныне Огуз) (на севере Азербайджана), которые прибыли в Грузию в поисках убежища от притеснений, вызванных армяно-азербайджанским конфликтом 1918—1920-х годов. Переселением руководил священник Зиновий Силиков (Зиноб Силикашвили). Первая группа переселенцев прибыла в 1922 году и выбрала место для поселения, в 1924 году там поселились 22 семьи. По некоторым данным, всего из Варташена переселилось до 600 человек.
Село было названо Зинобиани в честь Зиновия (Зиноба) Силикова. В 1937 году во время сталинских репрессий Силиков был арестован и расстрелян. В 1938 год село было переименовано в Октомбери; в 2010 году возвращено историческое название.

## Население
С 1920-х гг. Зинобиани является одним из немногих мест компактного проживания удин. По данным переписи 1989 г. численность удин в Грузии оценивалась в 93 чел. На начало XXI в. в селе имелось около 50 удинских хозяйств, или приблизительно 300 чел. По данным переписи 2002 года из 412 жителей села грузины составили 49 %, удины — также 49 % или 203 человека.
Живя в грузинском окружении, удины Зинобиани/Октомбери подверглись значительной ассимиляции. До 1950-х гг. браки у жителей села заключались только между удинами, в том числе из Азербайджана (из Ниджа и Варташена). С 1950-х гг. контакты с грузинами стали более интенсивными, поскольку в связи с введением обязательного среднего образования удинские школьники стали посещать соседнее грузинское село (в самом Октомбери была только 8-летняя школа).
После распада СССР контакты октомберийцев с удинами из Азербайджана уменьшились и процесс ассимиляции усилился, нередки смешанные удинско-грузинские браки. По данным Роланда Топчишвили, из 122 супружеских пар, проживающих в селе в настоящее время, в 70 случаях жёны являются удинками (из них 49 уроженок Зинобиани, прочие уроженцы Ниджа и Варташена), а в 47 случаях являются грузинками.
Фамилии удинов Зинобиани, как правило, содержат грузинский суффикс -швили, ср. Силиков ~ Силикашвили, Бежанов ~ Бежанишвили и т. п. В последние годы распространилась также модель образования фамилии путём прибавления суффикса -гъариа (от удинского гъар «сын»), ср. Бежанишвили ~ Бежанигъариа.

## Языковая ситуация
Жители села в подавляющем большинстве двуязычны (удинский язык и грузинский язык); распространено также знание русского языка. В нескольких семьях говорят только по-грузински.
В 1930-х гг. зинобианские удины Фёдор и Михаил (Михак) Джейрани составили букварь на удинском языке (с использованием латинской графики), опубликованный в 1934 в Сухуме. В 1934—39 гг. в селе велось преподавание удинского языка в школе, однако затем оно прекратилось.
В 1990-е гг. было создано «Общество удин Грузии» под руководством Мамули Нешумашвили, разработавшего удинский алфавит на основе грузинского письма. В 2002 было вновь начато преподавание удинского языка, однако впоследствии прекращено из-за недостатка финансирования. Однако в 2003 в школе удалось открыть музей, посвящённый истории и культуре удин.

## Культура
Культуре и традициям грузинских удин в 1920—70-е гг. посвящена специальная работа Н. Г. Волковой.